# Cadmiumselenat
Cadmiumselenat ist eine anorganische chemische Verbindung des Cadmiums aus der Gruppe der Selenate.

## Gewinnung und Darstellung
Cadmiumselenat kann durch Reaktion von Cadmiumoxid mit konzentrierter Selensäure gewonnen werden, wobei das Monohydrat oder Dihydrat aus der Lösung auskristallisiert.
{\displaystyle {\ce {CdO + H2SeO4 -> CdSeO4 + H2O}}}

## Eigenschaften
Cadmiumselenat ist als Dihydrat ein farbloser in Form von durchsichtigen Tafeln vorliegender Feststoff. Dieser gibt beim Erwärmen ab 100 °C Kristallwasser ab und wandelt sich dabei zum Monohydrat um. Das Monohydrat hat eine monokline Kristallstruktur mit der Raumgruppe P21/c (Raumgruppen-Nr. 14). Das Dihydrat besitzt eine orthorhombische Kristallstruktur mit der Raumgruppe Pbca (Raumgruppen-Nr. 61).